# 白洲次郎
白洲次郎 （日语：／ Shirasu Jiro，1902年2月17日—1985年11月28日），日本戰後著名政治人物、實業家。曾擔任終戰聯絡事務局次長、經濟安定本部次長、貿易廳長官、東北電力株式會社社長等職務。妻子白洲正子，是日本海軍大將樺山資紀伯爵的孫女。

## 早年生平
白洲出身於日本兵庫縣武庫郡精道村（今隸屬於兵庫縣蘆屋市），為白洲家次男，父親白洲文平是當地知名地產業商人。由於家庭環境優渥加上其勤勉好學，白洲在1919年（大正8年）就讀於英國劍橋大學克萊爾學院，學習歐洲中世紀史與人類學。1925年（大正14年）畢業。
後因為白洲的父親文平受到昭和金融恐慌的衝擊而破產，家中再無資金供給白洲在倫敦的生活，便被迫於1928年（昭和3年）回國，他在一家英文报社《日本广告商》成为一名記者。次年經樺山愛輔伯爵長男的介紹，與其妹桦山正子結婚。

## 涉入政壇
白洲在担任报社记者两年后，1931年（昭和6年）转入弗雷泽商会工作并成为其理事。1937年（昭和12年）又成为日本水产协会（即后来的日本水产协会）的理事。在此期间，公司有很多谈判业务涉及到海外，白洲在业务往来中结识了不少上层名流譬如牧野伸显伯爵的女婿、驻英国特命全权大使吉田茂。也是在那时，白洲经友人牛場友彦与尾崎秀实介绍成为了时任贵族院议长近卫文麿公爵的智囊之一，白洲也因此与吉田、近卫等人保持了密切的私交。

## 短暫歸隱
1940年（昭和15年），随着二战战事逐渐扩大，白洲对国家未来的前景也日益忧虑，他辞去近衛幕僚和企业的职务后便在东京南多摩郡的鹤川村购买了一处庄园作为隐居之所。在这段时期他每天都去田間从事劳作，远离已被战争狂热所笼罩的东京政商界。白洲在早年留学時就敏锐地察觉到日本与西方国家存在着巨大的国力差异，因此他从一开始就明确反对战争。

## 再度從政

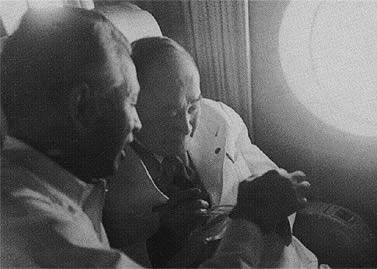
白洲与吉田茂首相 (右)

1945年（昭和20年），当时已成为东久迩宫内阁外务大臣的吉田茂邀请白洲担任终战联络中央事务局的参议。在工作期间面对强势的GHQ，白洲仍坚持在交往的文书中应使用日语而非英文，这一强硬作风也让GHQ称呼他为“唯一不顺从的日本人”。期间还发生过一则逸闻：昭和天皇在当年的圣诞节曾委派白洲等人代表他前往驻日盟军总司令部，向麦克阿瑟将军赠送圣诞礼物。然而麦克阿瑟并没有亲自接过礼物，而是把礼物简单的丢在一边。这时白洲当场对麦克阿瑟的这一失礼行为表达抗议，并表示他只得将礼物带回。这令麦克阿瑟感到颇为惭愧，于是只好亲自接过了天皇的礼物。
1946年（昭和21年），白洲参与协助新宪法起草工作。同年3月他出任终战联络中央事务局次长，8月改任经济安定本部次长，后于次年（昭和22年）6月18日辞去了职务。1945年12月15日，商工省设立对外贸易事务办公厅，1949年（昭和24年）12月1日白洲被任命为贸易厅长官，任内他着力惩治腐败等不法行为。商工省改组为通商产业省后（后为经济产业省），因为白洲杰出的工作效率他被称为“白洲三百人力”。
1950年（昭和25年），白洲与大藏大臣池田勇人和大藏省秘书宫泽喜一等人前往美国，他们一行会见了国务卿约翰·福斯特·杜勒斯，为日本恢复主权的《旧金山和约》谈判做好最后的准备工作。1952年（昭和27年）11月19日至1954年（昭和29年）12月9日期间白洲一直担任外务省顾问。吉田辞任首相时想推荐他进入政坛，但他却予以婉拒并重返商界。

## 棄政經商
白洲在担任吉田的顾问时曾协助推动了企业的私有化，因此在财经界积累了大量的人脉。他于1949年（昭和24年）主导成立了日本专卖公社，之后又在1951年（昭和26年）5月创建了东北电力株式會社并担任其會長。此外，他还在曾创建9个电力系统、号称“电力之鬼”的松永安左エ門的私人智庫--产业计划委员会任职。在东北电力期间白洲還说服建设大臣宇田卯一将地方上的水利权授予东北电力，这为东北电力公司在战后的迅速繁荣奠定了基础。
1959年（昭和34年），白洲从东北电力退休后，先后历任荒川水电社長、大泽商会社長、太阳水产、日本电视台、华宝证券（现瑞银）的理事及顾问。在工作之余白洲还是一位高尔夫爱好者，他也是轻井泽高尔夫俱乐部的理事长。
1985年（昭和60年）11月，白洲在携妻子前往伊贺、京都旅行时因胃溃疡而住院，不久就因并发症急性肺炎在东京港区的赤坂见附前田外科医院去世，享年83岁。他在留给妻子正子和儿子的遗嘱中，写有“无须葬礼，无须戒名”这句话，这也和白洲父亲文平去世时留下的遗嘱一模一样。

## 延伸閱讀
- 白洲次郎 『プリンシプルのない日本』 ワイアンドエフ、2001年／新潮文庫、2006年6月
- 白洲正子 『白洲正子自伝』、『遊鬼』 各新潮社、新潮文庫、のち<全集> 新潮社
- 青柳恵介（日语：青柳恵介）、序文白洲正子 『風の男 白洲次郎』 新潮社、1997年11月
- 新潮文庫、2000年8月、※元版は私家版での追悼本、ISBN 4-10-122721-7
- 『文藝別冊 白洲次郎』 <KAWADE夢ムック（日语：KAWADE夢ムック）> 河出書房新社、2002年4月、増補新版2016年3月
- 白洲次郎ほか. . とんぼの本（日语：とんぼの本）. 新潮社. 2004年9月. ISBN 4-10-602118-8.
- 白洲正子ほか. . コロナ・ブックス. 平凡社. 1999. ISBN 4-582-63364-1.
- 北康利（日语：北康利） 『白洲次郎 占領を背負った男』 講談社、2005年、ISBN 4-06-212967-1
- 北康利.  上・下. 講談社文庫（日语：講談社文庫）. 2008-12. ISBN 978-4062762199.ISBN 978-4062762601。下巻解説櫻井よしこ（日语：櫻井よしこ）
- 北康利 『レジェンド伝説の男 白洲次郎』 朝日新聞出版、2009年／朝日文庫（日语：朝日文庫）、2012年
- 鶴見紘（日语：鶴見紘） 『白洲次郎の日本国憲法』 ゆまに書房（日语：ゆまに書房）、1989年／光文社知恵の森文庫、2007年。最初に刊行された評伝
- 徳本栄一郎. . 新潮社. 2007年5月. ISBN 9784103048312.新潮文庫、2009年11月
- 続編『1945日本占領 フリーメイスン機密文書が明かす対日戦略』 新潮社、2011年

## 外部連結
- 武相莊 （页面存档备份，存于）
- 關連家系圖